# 2021 في الكويت
تعرض المقالة أحداث 2021 في الكويت.

## المناصب
| الصورة | المنصب       | الاسم                     |
| ------ | ------------ | ------------------------- |
|        | أمير الدولة  | نواف الأحمد الجابر الصباح |
|        | ولي العهد    | مشعل الأحمد الجابر الصباح |
|        | رئيس الوزراء | صباح خالد الحمد الصباح    |

## أحداث

### فبراير
- 14 فبراير – تجاوز عدد الوفيات في الكويت 1,000 حالة بعد تسجيل 5 وفيات جديدة خلال الأربع والعشرين ساعة الماضية.[1]

### مارس
- 2 مارس – تم تشكيل الحكومة الكويتية من قبل مجلس الوزراء الثامن والثلاثين.

### يوليو
- 23 يوليو – شاركت الكويت في الألعاب الأولمبية الصيفية 2020 بـ10 رياضيين في 5 ألعاب رياضية. أصبحت لارا دشتي أول امرأة كويتية ترفع علم الكويت في أي دورة أولمبية.
- 26 يوليو – فاز عبد الله الرشيدي بالميدالية البرونزية في رياضة الرماية خلال أولمبياد طوكيو 2020.

### نوفمبر
- 8 نوفمبر – قدّم رئيس الوزراء وحكومته استقالتهم.
- 14 نوفمبر – وافق الأمير على استقالة رئيس الوزراء وحكومته.

### ديسمبر
- 28 ديسمبر – تم تشكيل الحكومة الكويتية من قبل مجلس الوزراء التاسع والثلاثين.

## وفيات

### يناير
- 9 يناير - صادق الدبيس، ممثل.[2]
- 10 يناير - خالد الأنصاري (81 عامًا)، كاتب وباحث ومؤرخ، وأحد رواد الأدب والتاريخ في الكويت.
- 17 يناير - باسل الراشد، نائب سابق.[3]
- 24 يناير - محمد الخطيب (77 عامًا)، لاعب كرة قدم، مثل النادي العربي والمنتخب الكويتي.

### فبراير
- 11 فبراير - سعد الناهض (96 عامًا)، الرئيس السابق لغرفة تجارة وصناعة الكويت، وعضو مؤسس في جمعية الهلال الأحمر الكويتي.
- 20 فبراير - باسل الراشد (54 عامًا)، نائب سابق في مجلس الأمة.
- 25 فبراير -
  - ناصر عبد الله الشمري، نائب سابق.[4]
  - مشاري البلام (49 عامًا)، ممثل.[5]
- 26 فبراير – صلاح بن عيدان (51 عامًا)، متسابق سيارات شهير.

### مارس
- 12 مارس – خالد الديين، وكيل وزارة الداخلية المساعد لشؤون الخدمات، توفي بسبب كوفيد-19.
- 29 مارس - عبير الخضر، ممثلة.[6]

### أبريل
- 13 أبريل - جمال يعقوب (62 عامًا)، لاعب كرة قدم.
- 27 أبريل – عبد الرزاق العدساني (84 عامًا)، كاتب وشاعر.

### مايو
- 21 مايو – الرائد عبدالعزيز سعود الدواس، رجل إطفاء، توفي أثناء أداء الواجب، من منتسبي مركز إطفاء السالمية.

### يونيو
- 10 يونيو – الشيخ منصور الأحمد الجابر الصباح (79 عامًا)، من أفراد الأسرة الحاكمة.
- 12 يونيو - عبد السلام مقبول، رسام كاريكاتير.[7]
- 15 يونيو - سليمان الذويخ، سياسي ونائب سابق.
- 22 يوليو - جواد عاشور، لاعب كرة قدم.

### يوليو
- 1 يوليو – منيرة خالد المطوع، فاعلة خير.
- 5 يوليو – علي حسين السبتي (88 عامًا)، شاعر.
- 22 يوليو – جواد عاشور (73 عامًا)، لاعب كرة قدم وحكم، مثل النادي العربي والمنتخب الكويتي.
- 31 يوليو - انتصار الشراح (58 عامًا)، ممثلة.[8]

### أغسطس
- 2 أغسطس – مبارك العدواني، وكيل وزارة الإعلام السابق.
- 4 أغسطس – لطيفة البراك، أول معلمة كويتية (وثالث معلم كويتي) (من مواليد 1927).
- 23 أغسطس – الشيخة بدرية الأحمد الصباح، من أفراد الأسرة الحاكمة.
- 25 أغسطس – الشيخ علي فهد السالم الصباح (73 عامًا)، من أفراد الأسرة الحاكمة.

### سبتمبر
- 4 سبتمبر – شفيق الغبرا (68 عامًا)، أستاذ جامعي ودبلوماسي.
- 18 سبتمبر – عبد المطلب الكاظمي (85 عامًا)، وزير النفط الأسبق.
- 22 سبتمبر - محمد الرويشد (65 عامًا)، ملحن.

### أكتوبر
- 8 أكتوبر – فيصل الحجي بوخضور (74 عامًا)، وزير الإعلام الأسبق، ووزير الدولة لشؤون مجلس الوزراء، وسفير ومستشار في ديوان رئيس الوزراء.
- 14 أكتوبر – سيف مرزوق الشملان (94 عامًا)، مؤرخ وكاتب، ساهم في توثيق تاريخ الكويت.
- 15 أكتوبر – خالد الصديق (75عامًا)، مخرج سينمائي.

### نوفمبر
- 10 نوفمبر – محمد صالح العسعوسي، الأمين العام المساعد السابق للمجلس الوطني للثقافة والفنون والآداب.
- 16 نوفمبر – مرزوق سعيد (76 عامًا)، لاعب كرة قدم، مثل النادي العربي والمنتخب الوطني.
- 29 نوفمبر – عبد العزيز الدوسري، مؤسس بنك الائتمان الكويتي.

### ديسمبر
- 11 ديسمبر – دعيج الخليفة الصباح (50 عامًا)، شاعر.[9]
- 12 ديسمبر - فوزي الخرافي (75 عامًا)، رجل أعمال.
- 20 ديسمبر – سعد الوليد (29 عامًا)، لاعب كرة قدم، مثل نادي الجهراء والمنتخب الكويتي.